# سركوه شهيدردلي بجك (تشنار)
سركوه شهيدردلي بجك (بالفارسية: سرکوه شهیددلی بجک) هي قرية تقع في إيران في قسم تشنار الريفي. يقدر عدد سكانها بـ 20 نسمة بحسب إحصاء 2016.